# Список детей Кашьяпы
В данной статье приведён список детей индийского маха-риши Кашьяпы.

## ОтАдити
Адитьи - основные боги ведизма, их глава - Индра. Есть разные версии их списка:

### ВВедах
- Варуна
- Митра
- Арьяман
- Бхага
- Анша
- Дакша
- Индра

### ВБрахманах
- Анша
- Арьяман
- Бхага
- Дакша
- Дхатри
- Индра
- Митра
- Рави
- Савитар
- Сурья
- Варуна
- Яма

### ВУпанишадахиПуранах
- Анша
- Арьяман
- Бхага
- Дхути
- Митра
- Пушан
- Шакра
- Савитар
- Тваштар
- Варуна
- Вишну
- Вивасват

## ОтДити
Дайтьи - враги Адитьев, демоны.
- Майясура
- Хираньякашипу
- Хираньякша
- Холика
- Маруты

## ОтДану
- Випрачитти
- Хаягрива
- Самвара
- Намучи
- Пуломан
- Капата
- Купата
- Асиломан
- Кеши
- Дурджая
- Аясирас
- Асвасирас
- Ашвасанку
- Гаганамрдхан
- Вегават
- Кетумат
- Сварбхану
- Ашва
- Ашвапати
- Вришапарван
- Аджака
- Ашвагрива
- Сукшама
- Маходара
- Экапада
- Экачакра
- Вирупакша
- Маходара
- Ничандра
- Никумбха
- Сарабха
- Сулабха
- подземный Сурья
- подземный Чандра
- ещё шесть неизвестных

## ОтКадру
Кадру - мать первых змей.
- Шеша
- Манаса
- Васуки
- Иравати
- Такшака
- ещё 995 неизвестных

## ОтВинаты
Вината - мать двух божественных птиц - Супарнов.
- Аруна
- Гаруда

## ОтСурашы
Дети Сурашы - первые наги.
- Анала
- Руха
- Вирудха

## ОтКамадхену
От Камадхену произошли первые коровы.
- Нандини
- Дхену
- Харсчика
- Субхадра

## ОтМуни
По разным версиям - от Муни происходят апсары, гандхарвы или и те, и другие.

## ОтКродхавашы
В некоторых версиях дети Кродахаваши:
- Мрги
- Мргаманда
- Харл
- Бхадрамата
- Матаригли
- Сардули
- Света
- Сурабхи
- Сураша
- Кадру

Неизвестно, чей из них отец Кашьяпа. Так же Кродхаваша - прародительница рода асуров - Кродхавасов. Поскольку она была очень вспыльчивой, так же родившимися у неё детьми стали свирепые животные, птицы и рыбы, все виды животных с острыми зубами.